# 3 Kozacka Dywizja Piechoty
3 Kozacka Dywizja Piechoty (niem. 3. Kosaken-Plastun[Infanterie]-Division) – kolaboracyjny związek taktyczny piechoty złożony z Kozaków w służbie III Rzeszy.
W lutym 1945 r. w związku z utworzeniem XV Kozackiego Korpusu Kawalerii SS na bazie 5 Dońskiego Pułku Kawalerii płk. Iwana Kononowa rozpoczęło się formowanie Samodzielnej Kozackiej Brygady Płastuńskiej (płastuński jest określeniem kozackiej piechoty). W jej skład wszedł też 700-osobowy 360 Kozacki Pułk Grenadierów płk. von Rentelna. W marcu-kwietniu 1945 r. brygada została przekształcona w 3 Kozacką Dywizję Płastuńską pod dowództwem płk. Kononowa (do kwietnia), następnie płk. von Rentelna, a na końcu ppłk. I. B. Borysowa. Szefem sztabu był mjr Gleb Saciuk, zaś niemieckim oficerem łącznikowym – mjr Graf von Rittberg. W jej skład wchodził 7 pułk płastuński, dowodzony przez ppłk. Borysowa, 8 pułk płastuński – esauła Sacharowa, 9 kałmucki pułk kawalerii (wywodzący się z Korpusu Kawalerii Kałmuckiej) – płk. Hoersta i 3 batalion rozpoznawczy – rtm. Bondarenkę (działający samodzielnie). Według części źródeł dywizja miała też batalion artylerii. Dywizja liczyła ok. 7 tys. ludzi.
Dywizja walczyła w okupowanej Jugosławii w dolinie Drawy przeciwko Narodowej Armii Wyzwolenia Jugosławii Josipa Broz Tity i wojskom bułgarskim, które przeszły na stronę ZSRR. 
Skapitulowała w pierwszych dniach maja 1945 r. w Austrii przed armią Wielkiej Brytanii. 28 maja jej żołnierze zostali przekazani ZSRR. Część z nich dokonała samobójstwa, m.in. ostatni dowódca ppłk Borysow.